# Bahiopsis
Bahiopsis es un género de plantas fanerógamas perteneciente a la familia de las asteráceas. Comprende 12 especies descritas y de estas, solo 10 aceptadas.

## Taxonomía
El género fue descrito por Albert Kellogg y publicado en Proceedings of the California Academy of Sciences 2: 35–36. 1863. La especie tipo es Bahiopsis lanata Kellogg. 	

## Especies aceptadas
A continuación se brinda un listado de las especies del género Bahiopsis aceptadas hasta julio de 2012, ordenadas alfabéticamente. Para cada una se indica el nombre binomial seguido del autor, abreviado según las convenciones y usos.
- Bahiopsis carterae (E.E.Schill.) E.E.Schill. & Panero
- Bahiopsis chenopodina (Greene) E.E.Schill. & Panero
- Bahiopsis deltoidea (A.Gray) E.E.Schill. & Panero -
- Bahiopsis laciniata (A.Gray) E.E.Schill. & Panero
- Bahiopsis microphylla (Vasey & Rose) E.E.Schill. & Panero
- Bahiopsis parishii (Greene) E.E.Schill. & Panero
- Bahiopsis reticulata (S.Watson) E.E.Schill. & Panero
- Bahiopsis subincisa (Benth.) E.E.Schill. & Panero
- Bahiopsis tomentosa (A.Gray) E.E.Schill. & Panero
- Bahiopsis triangularis (M.E.Jones) E.E.Schill. & Panero